# 企画演劇集団ボクラ団義
企画演劇集団ボクラ団義（きかくえんげきしゅうだんぼくらだんぎ）は、代表である作･演出の久保田唱が主宰を務める日本の劇団。東京都を中心に活動。

## 概要
東京都を中心に活動。2007年12月に旗揚げ公演『re・call』を発表。
『オーバースマイル』では第23回池袋演劇祭豊島新聞社賞を受賞。『嘘ツキタチノ唄』ではグリーンフェスタ2013 BOX in BOX THEATER賞を受賞。
2012年6月3日『ハンズアップ』17時千穐楽公演にて総来場者数1万人達成
2013年12月8日『虹色の涙 鋼色の月』13時東京千穐楽公演にて総来場者数２万人達成。
2015年3月22日『忍ブ阿呆二 死ヌ阿呆』15時千穐楽公演にて総来場者数3万人達成。
2019年1月10日『遠慮ガチナ殺人鬼』18時公演にて総来場者数５万人達成。
2012年10月からネットTVの放送を開始。「ボクラ.TV～民放への道～]（Akiba.TV）」（2012年10月25日 - 2014年9月25日/毎月第4木曜放送）、「ボクラのなかTV〜地上波への道〜」（2014年10月27日 - 2017年4月/毎月最終月曜日収録/翌月10日・20日配信）、「ボクラ〇〇TV～宇宙への道～」(2017年7月～/毎月最終月曜日収録/翌月5日・15日・25日YouTubeの専用チャンネルで配信) 
また毎月第2・4日曜日にはラジオ番組「ボクラジ！」を放送中。
2020年10月に新作舞台『神ミタイナ時間』を上演予定だったが、新型コロナウイルス感染による影響を考慮し映画化企画へ移行。クラウドファンディングを実施。　2021年6月リモートでの試写会を経て、同年10月劇場公開。
2021年12月11日、2022年3月の暫定最終公演をもって無期限活動休止することを発表。
2023年1月31日代表久保田唱により株式会社ボクラ団社を設立、4月2日初のプロデュース公演舞台『ボクノロワイヤル』の上演情報を発表

## 公演

### 通常公演
- vol.1『re・call』（2007年12月20日 - 23日、阿佐ヶ谷アルシェ）
- vol.2『and After』（2008年7月31日 - 8月3日、アイピット目白）
- vol.3『オトトイ』（2009年1月29日 - 2月1日、アイピット目白）
- vol.4『わラワレ!』（2009年6月18日 - 21日、池袋 シアターグリーン Box in Box THEATER）
- vol.5『re-Make』（2009年12月2日 - 8日、アイピット目白）
- vol.6『ハイライト・ミレニアム』（2010年5月5日 - 9日、池袋 シアターグリーン Box in Box THEATER）
- vol.7『嘘つきたちの唄』（2010年12月1日 - 6日、日暮里d-倉庫）
- vol.8『ゴーストライターズ』（2011年4月13日 - 17日、池袋 シアターグリーン Box in Box THEATER / 4月30日 - 5月1日、in→dependent theatre 2nd）
- vol.9『オーバースマイル』（2011年8月31日 - 9月4日、池袋 シアターグリーン Box in Box THEATER[1] / 9月16日 - 18日、in→dependent theatre 2nd）
- vol.10『鏡に映らない女 記憶に残らない男』（2012年2月15日 - 20日、新宿 SPACE107）
- vol.11『忍ぶ阿呆に死ぬ阿呆』（2012年11月7日 - 12日、新宿 SPACE107 / 12月7日 - 9日、大阪市立芸術創造館）
- vol.12『さよならの唄』[9]（2013年5月30日 - 6月2日、品川 六行会ホール）
- vol.13『虹色の涙 鋼色の月』（2013年12月4日 - 8日、新宿 SPACE107 / 12月13日 - 15日、大阪 芸術創造館 / 2014年1月11日 - 12日、横浜 相鉄本多劇場）
- vol.14『耳があるなら蒼に聞け ～龍馬と十四人の志士～』（2014年6月25日 - 7月6日、中野 ザ・ポケット）
- vol.15『シカク』（2014年12月18日 - 28日、新宿 サンモールスタジオ）
- vol.16『時をかける206号室』[10]（2015年8月19日 - 30日、池袋 シアターグリーンBIG TREE THEATER）
- vol.17『十七人の侍』[11]（2015年11月20日 - 29日、CBGKシブゲキ!!）
- vol.18『今だけが 戻らない』[12]（2016年11月16日 - 23日、CBGKシブゲキ!!）
- vol.19『飛ばぬ鳥なら落ちもせぬ ～梟雄と呼ばれた男 右筆と呼ばれた男～』（2017年4月4日 - 16日、吉祥寺シアター）
- vol.20『ぼくらの90分間戦争』(2017年12月20日 - 23日 、阿佐ヶ谷アルシェ / 2017年12月27日 - 2018年1月15日、池袋 シアターKASSAI / 1月19日 - 21日、in→dependent theatre 2nd）
- vol.21『戦国アイドルタイム』(2018年6月27日 - 7月15日、浅草九劇)
- vol.23『神ミタイナ時間』(2021年10月27日 - 31日、CBGKシブゲキ!!)[13]　※2020年公演中止・映画化企画[14]

### 特別本公演
- vol.22『関ヶ原で一人』(2019年7月3日 - ７月15日、池袋シアターグリーンBIG TREE THEATER)

### 番外公演
- 『ハンズアップ』（2012年5月23日 - 6月3日、池袋 シアターKASSAI）
- 『遠慮がちな殺人鬼』[15]（2013年4月3日 - 8日、池袋 シアターKASSAI）
- 『誤人』[16]（2016年3月23日 - 4月3日、池袋 シアターKASSAI)

### 再演プロジェクト -Play Again-
- vol.1『ワラワレ』（2012年9月12日 - 17日、新宿 シアターモリエール）
- vol.2『嘘ツキタチノ唄』（2013年1月17日 - 28日、池袋 シアターグリーン BOX in BOX THEATER[2]）
- vol.3『OVER SMILE』（2013年9月26日 - 30日、池袋 シアターグリーン BIG TREE THEATER）
- vol.4『ゴーストライターズ!!』（2014年2月27日 - 3月9日、新宿 SPACE107）
- vol.5『忍ブ阿呆ニ死ヌ阿呆』[17]（2015年3月11日 - 3月22日、池袋 シアターグリーン BIG TREE THEATER）
- vol.6『耳ガアルナラ蒼ニ聞ケ ～龍馬ト十四人ノ志士～』[18]（2016年7月6日 - 10日、あうるすぽっと / 7月23日 - 25日、HEP HALL）
- vol.7『サヨナラノ唄』（2017年7月13日 - 23日、CBGKシブゲキ!!）
- vol.8『遠慮ガチナ殺人鬼』(2019年1月9日 - 1月20日、中野ザ・ポケット)
- vol.9『re-call』(2020年2月20日 - 3月1日、新宿村LIVE)
- vol.10 『鏡ニ映ラナイ女 記憶ニ残ラナイ男』 (2021年4月7日 - 11日、あうるすぽっと) [19]

### 暫定最終公演
- 暫定最終公演 ２作品同時上演 (2022年3月19日〜27日 、CBGKシブゲキ!!)[20] [21]
  - 『耳ガアルナラ蒼ニ聞ケ ～龍馬と十四人の志士～』
  - 『HANDS UP 2022』

### ボクラ団社

#### 舞台
- 『ボクノロワイヤル〜髪の毛同士の戦闘絵巻〜』(2023年6月7日〜12日、CBGKシブゲキ!!)[22]
- ボクラ団社×T-gene『OVER SMILE 2024』(2024年3月1日～10日、あうるすぽっと) [23]
- ボクラ団社×T-gene主催 ボクジェネpresents 『シバイノツクリカタ』(2024年12月4日～9日、TACCS1179) [24]
- ボクラ団社×T-gene主催 ボクジェネpresents『THREE’S 2025』(2025年1月29日～2月3日、かめありリリオホール)[25]

##### ボクジェネ（ボクラ団社×T-gene 合同企画）イベント
- 『ボクジェネ vol.1』(2023年12月3日、 MUSEモード音楽学院本館)

- 『ボクジェネ vol.2』(2024年2月18日、全電通労働会館)
- 『ボクジェネ vol.3』(2024年3月17日、MUSEモード音楽学院本館)
- 『ボクジェネ vol.4』(2024年11月24日、アトリエファンファーレ東池袋)
- 『ボクジェネ v(ol.5』(2024年12月14日、MsmileBOX渋谷)
- 『ボクジェネ vol.6』(2025年1月12日、 MUSEモード音楽学院本館)
- 『ボクジェネ vol.7』(2025年2月8日、MUSEモード音楽学院本館)

#### bokura-dansha presents イベント
- 『アクティベート&アクトーク』(2025年5月23日~25日、ウッディシアター中目黒)

## 映画
- 『神ミタイナ時間』 脚本・監督/久保田唱  2021年10月22日～シネ・リーブル池袋他にて劇場公開[26]

## 団員
- 久保田唱
- 沖野晃司
- 大神拓哉
- 平山空
- 春原優子
- 添田翔太
- 福田智行
- 内田智太
- 高橋雄一
- 大音文子
- 緑谷紅遥
- 花崎那奈